# Ulotrichopus tinctipennis
Ulotrichopus tinctipennis là một loài bướm đêm trong họ Erebidae.

## Hình ảnh

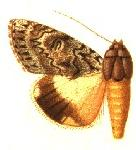
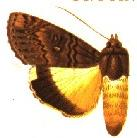
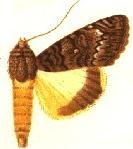